# Brouwerjeva pomorska pot
Brouwerjeva pomorska pot je bila pomorska trgovska pot v 17. stoletju, ki so jo uporabljale ladje, ki so plule od Rta dobrega upanja do Nizozemske Vzhodne Indije, vzhodni krak pomorske poti Rta dobrega upanja. Pot je vodila ladje južno od Rta dobrega upanja (na 34° južne širine) v »Roaring Forties«, nato proti vzhodu čez Indijski ocean, preden je zavila proti severovzhodu proti Javi. Tako je ladja izkoristila močne zahodne vetrove, po katerih so dobile ime Roaring Forties, in močno povečala potovalno hitrost.
Težava s potjo je bila v tem, da takrat ni bilo natančnega načina za določitev zemljepisne dolžine, to je kako daleč proti vzhodu je plovilo potovalo. Opazovanje otoka Amsterdam ali otoka Svetega Pavla je bil edini znak, da so ladje spremenile smer in se usmerile proti severu. Vendar je bilo to odvisno od kapitanovega strokovnega znanja. Posledično je bilo veliko ladij poškodovanih ali razbitih na skalah, grebenih ali otokih na zahodnem epikontinentalnem pasu Avstralije, ki je bil takrat Evropejcem skoraj neznan.
Pot je zasnoval nizozemski raziskovalec Hendrik Brouwer leta 1611 in ugotovil, da prepolovi trajanje potovanja od Evrope do Jave v primerjavi s prejšnjo arabsko in portugalsko monsunsko pomorsko potjo, ki je vključevala sledenje obali Vzhodne Afrike proti severu in plutje skozi Mozambiški kanal okoli Madagaskarja in nato čez Indijski ocean, včasih preko Indije. Od leta 1616 je bila Brouwerjeva pomorska pot obvezna za mornarje Nizozemske vzhodnoindijske družbe.
Za Britansko vzhodnoindijsko družbo je kapitan Humphrey Fitzherbert na Royal Exchange leta 1620 preizkusil pot, ki so jo poimenovali Southern route (Južna smer) in so sprva mislili, da je zelo uspešna, vendar je druga angleška ladja, ki je uporabljala to pot, Tryall (včasih napisana Trial ) napačno ocenila zemljepisno dolžino, plula predaleč proti vzhodu, preden je zavila proti severu in maja 1622 doživela brodolom na Tryal Rocks ob obali Pilbara v Avstraliji. Angleži so se nato smeri naslednji dve desetletji izogibali.
Brouwerjeva pomorska pot je imela pomembno vlogo pri evropskem odkritju zahodne obale Avstralije. Številne ladje so se razbile ob obali, vključno z Batavia leta 1629, Vergulde Draeck leta 1656, Zuytdorp leta 1712 in Zeewijk leta 1727. Leta 1696 je Willem de Vlamingh raziskoval avstralsko obalo, medtem ko je iskal preživele z Ridderschap van Holland, ki je leta 1694 izginila s 302 ljudmi na krovu. Niti preživelih niti ladje niso nikoli našli.